# Micromus placidus
Micromus placidus är en insektsart som beskrevs av Banks 1937. Micromus placidus ingår i släktet Micromus och familjen florsländor. Inga underarter finns listade i Catalogue of Life.